# Grandma's Hands
«Grandma's Hands» (en español, «Las Manos de la Abuela») es una canción escrita por Bill Withers sobre su abuela. Fue incluida en el primer álbum del artista, Just as I Am (1971), y fue lanzada como un sencillo, alcanzando el puesto número 18 en la lista Top R&B songs y el 42 en el Billboard Hot 100. La canción fue además producida por Booker T. Jones y en ella colaboraron asimismo el baterista Al Jackson Jr. y el bajista Donald "Duck" Dunn, del grupo Booker T. & the M. G.'s.

## Letra
El abuelo materno de Withers, Gracchus Monroe Galloway (1855-1937) había nacido en la esclavitud. Siendo niño, Withers asistía a la iglesia junto a su abuela materna, Lula (1968-1953). Años más tarde declaró:

Era un canto espontáneo, no había nada preparado antes. La gente se levantaba, cantaba y todo el mundo les seguía. Era mi tipo de canto favorito.

Uno de los temas principales de la canción es precisamente el cariño que le expresaban las manos de su abuela.  

## Otras versiones
Desde entonces, la canción ha sido versionada por muchos otros artistas, incluidos Keb' Mo', Al Jarreau, Kristy Lee, Meg Mac, Merry Clayton, Livingston Taylor, The Staple Singers, Gladys Knight, Tony Orlando, Barbra Streisand, Gregory Porter, Will Downing., Toma 6, Josh Garrels, Marti Pellow, Simply Red, Starsailor, Gil Scott-Heron, Everlast, Jeff Lorber, Willie Nelson y Ron Kenoly . La canción se ha muestreado también para el estribillo de canciones como «No Diggity» de Blackstreet.